# Gerhard Schumann (Politiker)
Gerhard Schumann (* 1. März 1916 in Möllenbach, Thüringen; † 29. Juli 1968) war ein deutscher Politiker und Parteifunktionär der DDR-Blockpartei NDPD. Er war Vorsitzender der Bezirksvorstände Cottbus und Magdeburg der NDPD und gehörte den Bezirkstagen dieser Bezirke an.

## Leben
Schumann, Sohn eines Kaufmanns, trat 1933 der NSDAP bei. Er war landwirtschaftlicher Verwalter und kaufmännischer Angestellter. Er leistete Kriegsdienst und geriet als Hauptfeldwebel in Kriegsgefangenschaft. 
Er trat der NDPD bei und war 1952 politischer Geschäftsführer des NDPD-Bezirksvorstandes Cottbus. Nach einem Studium an der Parteischule der NDPD in Waldsieversdorf war er von 1953 bis 1965 Vorsitzender des Bezirksvorstandes Cottbus der NDPD und gehörte von 1954 bis 1963 als Abgeordneter dem Bezirkstag Cottbus an. Von 1953 bis 1963 war er Mitglied des NDPD-Hauptausschusses und anschließend Mitarbeiter im Sekretariat des NDPD-Hauptausschusses. Von 1966 bis 1968 fungierte er als Vorsitzender des Bezirksvorstandes Magdeburg der NDPD und war 1967/1968 erneut Mitglied des NDPD-Hauptausschusses. Seit 1967 war er Abgeordneter des Bezirkstages Magdeburg.

## Auszeichnung
- Vaterländischer Verdienstorden in Bronze (1959)